# Eleutherodactylus gossei
Eleutherodactylus gossei är en groddjursart som beskrevs av Dunn 1926. Eleutherodactylus gossei ingår i släktet Eleutherodactylus och familjen Eleutherodactylidae. IUCN kategoriserar arten globalt som livskraftig. Inga underarter finns listade i Catalogue of Life.